# 安中草三郎
安中 草三郎（あんなか そうざぶろう、生没年不詳）は、江戸時代の盗賊である。上州安中の生まれとも信州の生まれとも言われるが、実在しなかったとされることもある。
親のために賊をはたらき、一旦、善心に立ち返り、土屋藩中に武家奉公し、安中草三と称して立身をこころざしたが、主家をたすけるために藩中で刃傷沙汰をおこし、土浦で入牢中に、兇賊の白蔵としりあい、風雨の夜、ふたりは共謀して牢をやぶり、関八州の捕り方におわれる身となり、侠賊をもって自任した。
捕り方の大沼金七郎をころしてから諸方の詮議がするどくなり、梅吉と名をかえ、江戸吉原に登楼中、手がまわり、のがれられぬを知り、町会所に上り、牢破り兇状持を白状し、縄につき、文政年間、町奉行筒井和泉守の取り調べ、4年12月、小塚原において処刑された。
ときに36歳という。
落語、講談などに登場する。